# Håbottnen
Håbottnen är en sjö i Torsby kommun i Värmland och ingår i Göta älvs huvudavrinningsområde. Sjön har en area på 0,158 kvadratkilometer och ligger 326 meter över havet.

## Delavrinningsområde
Håbottnen ingår i det delavrinningsområde (671110-136506) som SMHI kallar för Utloppet av Värsjön. Medelhöjden är 355 meter över havet och ytan är 39,96 kvadratkilometer. Räknas de 3 avrinningsområdena uppströms in blir den ackumulerade arean 81,05 kvadratkilometer. Värån (Mörtsjöbäcken) som avvattnar avrinningsområdet har biflödesordning 2, vilket innebär att vattnet flödar genom totalt 2 vattendrag innan det når havet efter 417 kilometer. Avrinningsområdet består mestadels av skog (50 procent) och sankmarker (36 procent). Avrinningsområdet har 4,86 kvadratkilometer vattenytor vilket ger det en sjöprocent på 12,1 procent.